# Nati nel 1922/Marzo
| Questa pagina contiene informazioni ricavate automaticamente dalle voci biografiche con l'ausilio del template Bio e di un bot. L'aggiornamento è periodico e automatico e ricostruisce completamente la pagina. Se manca una persona in questa lista, sei pregato di non aggiungerla, ma accertati piuttosto che la sua voce biografica contenga il template Bio e che i dati anagrafici siano correttamente compilati. Se il template Bio manca, inseriscilo tu stesso o, in alternativa, metti l'avviso {{tmp\|Bio}} che ne segnala la mancanza. Se i dati riportati sono sbagliati, correggi direttamente la voce biografica; le modifiche saranno visibili in questa lista entro pochi giorni. Per chiarimenti vedi il progetto biografie. La lista contiene solo le 199 persone che sono citate nell'enciclopedia e per le quali è stato implementato correttamente il template Bio. Pagina aggiornata al 18 giu 2025. |

- 1º marzo - Maria Alfero, velocista italiana († 2001)
- 1º marzo - Luís Alonso Pérez, allenatore di calcio brasiliano († 1972)
- 1º marzo - Natalino Di Giannantonio, politico italiano († 2013)
- 1º marzo - Beppe Fenoglio, partigiano, scrittore e traduttore italiano († 1963)
- 1º marzo - Michael Flanders, attore, giornalista e scrittore britannico († 1975)
- 1º marzo - William Gaines, editore statunitense († 1992)
- 1º marzo - Vittorio Mario Giuliani, partigiano italiano († 1993)
- 1º marzo - Wolfgang Kusserow, tedesco († 1942)
- 1º marzo - Giuseppe Enzo Palanti, imprenditore e compositore italiano († 1981)
- 1º marzo - Luigi Pelliccioli, mezzofondista italiano († 1998)
- 1º marzo - Yitzhak Rabin, politico e generale israeliano († 1995)
- 1º marzo - Emilio Rosini, avvocato e politico italiano († 2010)
- 1º marzo - Fred Scolari, cestista e allenatore di pallacanestro statunitense († 2002)
- 1º marzo - Giuseppe Taffarel, regista, attore e sceneggiatore italiano († 2012)
- 2 marzo - Herbert Ahues, compositore di scacchi tedesco († 2015)
- 2 marzo - Reyner Banham, critico d'arte britannico († 1988)
- 2 marzo - Hilarion Capucci, arcivescovo cattolico e attivista siriano († 2017)
- 2 marzo - Eddie Davis, sassofonista statunitense († 1986)
- 2 marzo - Rafael Lledó, cestista argentino († 1991)
- 2 marzo - Mike McCarron, cestista statunitense († 1991)
- 2 marzo - Plinio Patuelli, calciatore italiano
- 2 marzo - Ottorino Paulinich, allenatore di calcio e calciatore italiano († 1980)
- 2 marzo - Bill Quackenbush, hockeista su ghiaccio canadese († 1999)
- 2 marzo - Osvaldo Remotti, militare, aviatore e partigiano italiano († 1944)
- 2 marzo - Frances Spence, programmatrice statunitense († 2012)
- 2 marzo - Marlyn Meltzer, programmatrice statunitense († 2008)
- 3 marzo - Norma Barbolini, partigiana italiana († 1993)
- 3 marzo - Maurice Biraud, attore e conduttore radiofonico francese († 1982)
- 3 marzo - Nándor Hidegkuti, calciatore e allenatore di calcio ungherese († 2002)
- 3 marzo - Vasilij Nikitič Mitrochin, militare e agente segreto sovietico († 2004)
- 3 marzo - Jay Presson Allen, sceneggiatrice e drammaturga statunitense († 2006)
- 3 marzo - Kazimierz Serocki, compositore polacco († 1981)
- 3 marzo - Rudolf Strittich, allenatore di calcio e calciatore austriaco († 2010)
- 4 marzo - Iring Fetscher, politologo tedesco († 2014)
- 4 marzo - Alfio Michelucci, calciatore italiano
- 4 marzo - Martha O'Driscoll, attrice statunitense († 1998)
- 4 marzo - Dina Pathak, attrice indiana († 2002)
- 4 marzo - Xenia Stad-de Jong, velocista olandese († 2012)
- 4 marzo - Teixeirinha, calciatore brasiliano († 1999)
- 4 marzo - Giuseppe Vairo, calciatore italiano († 1947)
- 4 marzo - Georges Vallet, archeologo e storico francese († 1994)
- 5 marzo - Arthur Louis Aaron, militare e aviatore britannico († 1943)
- 5 marzo - Sándor Kopácsi, politico ungherese († 2001)
- 5 marzo - Osvaldo Langini, regista e sceneggiatore italiano († 2016)
- 5 marzo - Gaetano Michetti, vescovo cattolico italiano († 2007)
- 5 marzo - Pier Paolo Pasolini, poeta, scrittore e regista italiano († 1975)
- 5 marzo - José Sério, calciatore portoghese († 2010)
- 5 marzo - Mike Spack, cestista canadese († 2011)
- 5 marzo - Luigi Tatto, insegnante e scrittore italiano († 2003)
- 6 marzo - Wanda Klaff, militare tedesca († 1946)
- 6 marzo - Jean Martin, attore francese († 2009)
- 7 marzo - Umberto Betti, cardinale italiano († 2009)
- 7 marzo - Francesco Carassa, ingegnere italiano († 2006)
- 7 marzo - György Csányi, velocista ungherese († 1978)
- 7 marzo - Romolo Dal Mas, politico italiano († 1980)
- 7 marzo - Martin Geffert, astronomo tedesco († 2015)
- 7 marzo - Ejner Johansson, storico dell'arte, scrittore e regista danese († 2001)
- 7 marzo - Ol'ga Aleksandrovna Ladyženskaja, matematica sovietica († 2004)
- 7 marzo - Mochtar Lubis, scrittore e giornalista indonesiano († 2004)
- 7 marzo - Peter Murphy, calciatore inglese († 1975)
- 7 marzo - Andy Phillip, cestista e allenatore di pallacanestro statunitense († 2001)
- 7 marzo - Július Torma, pugile ungherese († 1991)
- 7 marzo - Aleksandr Uvarov, hockeista su ghiaccio sovietico († 1994)
- 8 marzo - Chink Alterman, cestista statunitense († 2009)
- 8 marzo - Ralph Baer, inventore e ingegnere tedesco († 2014)
- 8 marzo - Antonio Maria Brianda, politico italiano († 2016)
- 8 marzo - Cyd Charisse, ballerina e attrice statunitense († 2008)
- 8 marzo - Heinar Kipphardt, drammaturgo tedesco († 1982)
- 8 marzo - Václav Krása, cestista e allenatore di pallacanestro cecoslovacco († 2003)
- 8 marzo - Evgenij Semёnovič Matveev, attore e regista sovietico († 2003)
- 8 marzo - Shigeru Mizuki, fumettista giapponese († 2015)
- 8 marzo - Yutaka Morioka, aviatore giapponese († 1993)
- 8 marzo - Benedikt Posch, giornalista e editore austriaco († 2001)
- 8 marzo - Fausto Samuele Quilleri, politico e ingegnere italiano († 2001)
- 9 marzo - Aldo Cucinelli, politico italiano († 1996)
- 9 marzo - Herb Douglas, lunghista statunitense († 2023)
- 9 marzo - Vittorio Frosini, giurista e filosofo italiano († 2001)
- 9 marzo - Giorgio Paglia, patriota, partigiano e antifascista italiano († 1944)
- 9 marzo - Felice Schragenheim, antifascista tedesca († 1944)
- 10 marzo - Norman Penrose, calciatore inglese († 2000)
- 10 marzo - Edoardo Valenti, calciatore italiano († 2009)
- 11 marzo - Giuseppe Baldini, calciatore e allenatore di calcio italiano († 2009)
- 11 marzo - Cornelius Castoriadis, filosofo, sociologo e economista greco († 1997)
- 11 marzo - José Luis López Vázquez, attore spagnolo († 2009)
- 11 marzo - Abdul Razak Hussein, politico malese († 1976)
- 12 marzo - Giuseppe Eberle, calciatore e allenatore di calcio italiano
- 12 marzo - Leopoldo Gamberini, compositore, direttore d'orchestra e direttore di coro italiano († 2012)
- 12 marzo - Liborio Guccione, scrittore italiano († 1996)
- 12 marzo - Jack Kerouac, scrittore, poeta e pittore statunitense († 1969)
- 12 marzo - Elena Recanati Foa Napolitano, dirigente d'azienda italiana († 1983)
- 13 marzo - Gian Carlo Duranti, saggista italiano († 2013)
- 14 marzo - Les Baxter, compositore, direttore d'orchestra e arrangiatore statunitense († 1996)
- 14 marzo - Alessandro D'Agostini, arbitro di calcio italiano († 2006)
- 14 marzo - Milton H. Greene, fotografo e produttore cinematografico statunitense († 1985)
- 14 marzo - Arch Johnson, attore statunitense († 1997)
- 14 marzo - Gerald Tucker, cestista e allenatore di pallacanestro statunitense († 1979)
- 14 marzo - China Zorrilla, attrice uruguaiana († 2014)
- 15 marzo - Karl-Otto Apel, filosofo tedesco († 2017)
- 15 marzo - Nino Bibbia, skeletonista e bobbista italiano († 2013)
- 15 marzo - Eddie Calvert, trombettista britannico († 1978)
- 16 marzo - Lia Corelli, attrice italiana († 1987)
- 16 marzo - Claudio De Cuia, poeta e artista italiano († 2022)
- 16 marzo - Nico Messina, allenatore di pallacanestro italiano († 2005)
- 16 marzo - Gioiello Orsini, politico italiano († 1983)
- 16 marzo - Vela Peeva, partigiana bulgara († 1944)
- 17 marzo - Nicolas Birtz, calciatore lussemburghese († 2006)
- 17 marzo - Antonio Di Dio, partigiano e militare italiano († 1944)
- 17 marzo - Gustav Freij, lottatore svedese († 1973)
- 17 marzo - Walter Grauman, regista e produttore televisivo statunitense († 2015)
- 17 marzo - Radhia Haddad, attivista tunisina († 2003)
- 17 marzo - Gianni Russian, pittore italiano († 1962)
- 17 marzo - Holger Seebach, calciatore danese († 2011)
- 17 marzo - Renato Zorzolo, calciatore italiano
- 18 marzo - Egon Bahr, politico tedesco († 2015)
- 18 marzo - Emilio Gatti, ingegnere e fisico italiano († 2016)
- 18 marzo - George Kok, cestista statunitense († 2013)
- 18 marzo - Seymour Martin Lipset, sociologo statunitense († 2006)
- 18 marzo - Vasco Oliveira, calciatore portoghese († 2000)
- 18 marzo - Fred Shuttlesworth, attivista statunitense († 2011)
- 19 marzo - Guy Lewis, allenatore di pallacanestro statunitense († 2015)
- 19 marzo - Hiroo Onoda, militare giapponese († 2014)
- 19 marzo - John Van Eyssen, attore britannico († 1995)
- 20 marzo - Irina Antonova, museologa e storica dell'arte russa († 2020)
- 20 marzo - Luigi Bosco, calciatore italiano († 2006)
- 20 marzo - Wyndol Gray, cestista statunitense († 1994)
- 20 marzo - Jack Kruschen, attore canadese († 2002)
- 20 marzo - Carl Reiner, attore, comico e sceneggiatore statunitense († 2020)
- 21 marzo - Angelino Balistreri, pittore e scultore italiano († 2015)
- 21 marzo - Johnny Ezersky, cestista statunitense († 2012)
- 21 marzo - Julien Meuris, cestista belga
- 21 marzo - Russ Meyer, regista, sceneggiatore e montatore statunitense († 2004)
- 21 marzo - Livio Dante Porta, ingegnere argentino († 2003)
- 21 marzo - Franz Wunsch, militare austriaco († 2009)
- 22 marzo - Marià Gonzalvo, calciatore spagnolo († 2007)
- 22 marzo - Stewart Stern, sceneggiatore e attore statunitense († 2015)
- 22 marzo - Jean Thiriart, politico belga († 1992)
- 22 marzo - Munawir di Negeri Sembilan, sovrano malese († 1967)
- 22 marzo - Turi Vasile, produttore cinematografico, regista e sceneggiatore italiano († 2009)
- 22 marzo - Claudio Villi, politico e fisico italiano († 1996)
- 23 marzo - Giovanni Conso, giurista italiano († 2015)
- 23 marzo - Victoriano Leguizamón, calciatore paraguaiano († 2007)
- 23 marzo - Ugo Tognazzi, attore, regista cinematografico e scrittore italiano († 1990)
- 23 marzo - Bernie Voorheis, cestista statunitense († 2010)
- 24 marzo - José Cabanis, romanziere, saggista e storico francese († 2000)
- 24 marzo - Walter Carasso, partigiano, allenatore di calcio e calciatore italiano († 2000)
- 24 marzo - Sebastiano Di Lorenzo, politico italiano († 2009)
- 24 marzo - Miguel Gustavo, giornalista, conduttore radiofonico e compositore brasiliano († 1972)
- 24 marzo - Joseph Milik, presbitero e archeologo polacco († 2006)
- 24 marzo - Farrokhroo Parsa, politica, attivista e medico iraniana († 1980)
- 24 marzo - Emilio Pugno, sindacalista e politico italiano († 1995)
- 24 marzo - Onna White, coreografa e ballerina canadese († 2005)
- 25 marzo - Eileen Ford, imprenditrice statunitense († 2014)
- 25 marzo - Flavio Mogherini, scenografo, costumista e regista italiano († 1994)
- 25 marzo - Rosetta Noli, soprano italiano († 2018)
- 25 marzo - Stephen Toulmin, filosofo britannico († 2009)
- 26 marzo - Gaetano Di Marino, politico italiano († 2011)
- 26 marzo - Enrique Orizaola, allenatore di calcio e calciatore spagnolo († 2013)
- 26 marzo - Manuel Passos, calciatore portoghese († 1980)
- 26 marzo - Guido Stampacchia, matematico italiano († 1978)
- 27 marzo - Antenore Cuel, fondista e sciatore di pattuglia militare italiano († 2018)
- 27 marzo - Dick King-Smith, scrittore inglese († 2011)
- 27 marzo - Dan Kurzman, giornalista e scrittore statunitense († 2010)
- 27 marzo - Carlo Maggi, calciatore italiano
- 27 marzo - Bob Mizer, fotografo e regista statunitense († 1992)
- 27 marzo - Jules Olitski, pittore e scultore statunitense († 2007)
- 27 marzo - Josef Smolík, teologo ceco († 2009)
- 27 marzo - Stefan Wul, scrittore di fantascienza francese († 2003)
- 28 marzo - Theo Albrecht, imprenditore tedesco († 2010)
- 28 marzo - Mirella Bentivoglio, artista e poetessa italiana († 2017)
- 28 marzo - Joey Maxim, pugile statunitense († 2001)
- 28 marzo - Helge Bronée, calciatore danese († 1999)
- 28 marzo - Felice Chiusano, cantante e batterista italiano († 1990)
- 28 marzo - John Trevor Godfrey, militare, aviatore e politico statunitense († 1958)
- 28 marzo - Grace Hartigan, pittrice statunitense († 2008)
- 28 marzo - Olle Länsberg, scrittore e sceneggiatore svedese († 1998)
- 29 marzo - Alberto Frattini, critico letterario, poeta e saggista italiano († 2007)
- 29 marzo - Francisco Rodríguez Adrados, linguista, filologo e grecista spagnolo († 2020)
- 29 marzo - Nikolaj Vasil'evič Rozancev, regista sovietico († 1980)
- 29 marzo - Peter Wang Kei Lei, vescovo cattolico cinese († 1974)
- 30 marzo - Johnny Baldwin, pilota automobilistico statunitense († 2000)
- 30 marzo - Turhan Bey, attore austriaco († 2012)
- 30 marzo - János Hrotkó, calciatore e allenatore di calcio ungherese († 2005)
- 30 marzo - Virgilio Noè, cardinale e arcivescovo cattolico italiano († 2011)
- 30 marzo - Angelina Pirini, educatrice italiana († 1940)
- 30 marzo - Anne Pitoniak, attrice statunitense († 2007)
- 30 marzo - Arthur Wightman, fisico e matematico statunitense († 2013)
- 31 marzo - Virginio Arzani, militare e partigiano italiano († 1944)
- 31 marzo - Bruno Broccoli, autore televisivo italiano († 2016)
- 31 marzo - Mario Cataldi, politico e avvocato italiano († 2017)
- 31 marzo - Lionel Davidson, scrittore britannico († 2009)
- 31 marzo - Maphevu Dlamini, politico swati († 1979)
- 31 marzo - Richard Kiley, attore statunitense († 1999)
- 31 marzo - Patrick Magee, attore britannico († 1982)
- 31 marzo - John Lawrence May, arcivescovo cattolico statunitense († 1994)
- 31 marzo - János Mogyorósy-Klencs, ginnasta ungherese († 1997)
- 31 marzo - Alessandro Pratesi, diplomatista, paleografo e storico italiano († 2012)
- 31 marzo - Rino Quagliotti, cuoco italiano († 2014)
- 31 marzo - Helle Winther, attore svedese († 2005)
- 31 marzo - Dino Zarlatti, calciatore italiano